# جيم كيلي (صحفي)
جيم كيلي (بالإنجليزية: Jim Kelly)‏ هو صحفي وكاتب بريطاني، ولد في 1 أبريل 1957 في Chipping Barnet ‏ في المملكة المتحدة.

## وصلات خارجية
- الموقع الرسمي